# Anito Matos

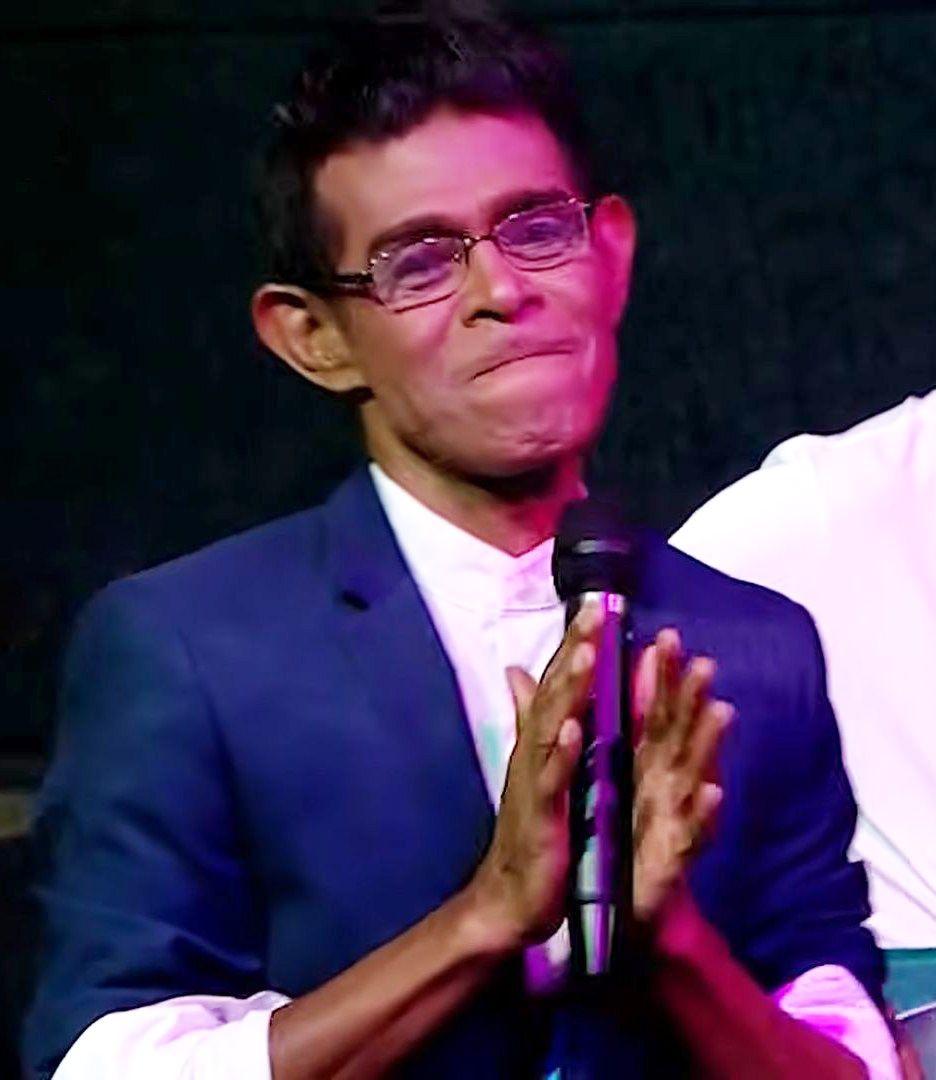
Anito Matos 2020 bei einer Fernsehshow

António dos Santos de Matos (* 1962), bekannt als Anito Matos beziehungsweise Memi (Metan Midar, deutsch zuckersüßes Schwarz), ist ein osttimoresischer Sänger, Komiker, Moderator und Zeremonienmeister. Matos werden ein ihm eigener Humor und Entspanntheit auf der Bühne nachgesagt. Unter seinen Liedern finden sich sowohl romantische als auch patriotische Texte. Sein Publikum umfasst alle Altersgruppen.

## Werdegang
Als Kind hörte Anito seinem Großvater zu, wie er sang, während es nachts auf den Straßen von Dili ruhig war. So entdeckte Anito seine Liebe zur Musik. Die Familie lebte in Dilis Stadtteil Mascarenhas, nahe der Kirche. Matos war hier Messdiener und Mitglied des Chors. Am 7. Dezember 1975 erlebte er als 13-Jähriger die indonesische Invasion von Dili und die folgenden Menschenrechtsverletzungen während der Besatzung.
1979 gewann Matos den Wettbewerb von Bintang Rádio dan Televisi und begann seine Musikkarriere, unterstützt von seinem Großvater. 1981 vertrat Matos Timor Timur (wie Osttimor damals unter der indonesischen Besatzung genannt wurde) bei einem Musikwettbewerb in Jakarta und erreichte den dritten Platz. Als einer der ersten Osttimoresen fand er auch international Beachtung, so mit dem 1985 veröffentlichten Lied Doben tan sa o hirus (deutsch Liebe, warum bist du verärgert?) und Lena aus dem Jahr 1992.
Ab 1984 gehörte Matos zur Band Arco Iris, zu der auch Tony Pereira, Dinus Quito und José Cameirão gehörten. 1986 erhielt Matos, wie 50 andere Osttimoresen, die Möglichkeit, auf Bali zu studieren. 1989 löste sich Arco Iris auf. Einige der Mitglieder gingen aufgrund der indonesischen Besatzung ins Exil nach Portugal oder Australien. Nach dem Santa-Cruz-Massaker am 12. November 1991 wurde Matos von den Indonesiern verhaftet. Damals studierte er noch an einer Privatuniversität auf Bali und gehörte zur RENETIL, der studentischen Widerstandsbewegung gegen die Besatzung. Matos wurde verhört und mit Nahrungs- und Schlafentzug unter Druck gesetzt. Als Matos aus dem Gefängnis kam, war die Frau, die er liebte, nach Australien ausgewandert. So entstand sein Lied Lena. Matos begann sich auch in anderen Bereichen zu betätigen. Er trat als Zeremonienmeister bei Hochzeiten, Taufen oder offiziellen Anlässen auf, arbeitete als Komiker und ab 1995 als Radio- und Fernsehmoderator. Zunächst machte er es aus der wirtschaftlichen Not heraus, dann wurde es nach seiner Aussage zu seinem Lebensinhalt.
Zusammen mit der Band Lahane schrieb Matos 1999 das Lied Horas to'o ona atu hili (deutsch die Zeit ist gekommen, dass wir uns entscheiden), in dem er zur Beteiligung am Unabhängigkeitsreferendum in Osttimor aufrief. Komponist des Liedes, das auch als der „UNAMET Song“ bekannt wurde, war José Filipe Ximenes (Zeca Smith). Das Lied wurde zu einer Hymne gegen die indonesische Okkupation Osttimors. Die Aufnahmen zum Lied wurden heimlich gemacht, um nicht von den pro-indonesischen Milizen gefasst zu werden. Nachdem das Lied erschienen war, stand Matos auf einer schwarzen Liste. Matos überlebte aber die letzte Gewaltwelle und Osttimor wurde schließlich 2002 unabhängig.
2016 wurde Matos vom indonesischen Sender Asia 2 als Kommentator zur indonesischen Gesangs-Castingshow D’Academy Asia (DAA2) ausgewählt. An dem Wettbewerb nahmen jeweils sechs Kandidaten aus sechs südostasiatischen Ländern teil. Das D steht für die Musikrichtung Dangdut. Die Osttimoresin MarVi wurde bei der Veranstaltung Vierte hinter drei Indonesiern.
Bis 2023 hat Matos insgesamt 28 Alben veröffentlicht.

## Trivia
Matos nennt Basketball als sein Hobby. Seine Leibspeise ist Feijoada.